# سانتا يولاليا دي رونصانا
بلدية سانتا إولاليا دي رونسانا (بالكاتالانية: Santa Eulàlia de Ronçana) هي إحدى بلديات مقاطعة برشلونة، والتي تقع في منطقة كاتالونيا، شرق إسبانيا.
يبلغ عدد سكانها 6.458 نسمة وفقاً لإحصائية سنة (2007).